# Apache (arme)
Pour les articles homonymes, voir Apache.
L'Apache, produit par MBDA fait partie, avec l’Air-sol moyenne portée amélioré, le SCALP-EG et le MdCN, des missiles de croisières utilisés par l’armée française. Il est essentiellement destiné à détruire les pistes des aérodromes.

## Historique
APACHE signifie à l'origine « arme planante à charges éjectables ». En effet, les premiers concepts datant du début la collaboration entre Matra et Messerschmitt-Bölkow-Blohm de 1983 et 1988 n'avaient pas de motorisation et donc une portée incompatible avec la neutralisation des pistes défendues par des batteries de missiles sol-air, situées à des distances telles que les avions tireurs auraient été des cibles trop faciles. La solution fut d'intégrer un turboréacteur. En 1986, ce projet antipiste aboutit au programme APACHE (Arme propulsée à charge éjectable) et ces sociétés prévoyaient une mise en service en 1995. Le contrat de développement fut notifié en juillet 1989 par le ministère de la Défense. La direction du programme « Apache » est assurée par le Service des programmes nucléaires et de missiles de la direction des Systèmes d’armes (DSA/SPNuM).
En septembre 1992, le Bundestag avait confirmé l'achat de ces missiles pour les Panavia Tornado de la Luftwaffe mais cette décision a été annulée.
Il devait être commandé au départ 500 missiles par la France mais l'objectif a été réduit et les 100 Apache prévus par la loi de programmation militaire 1997-2002 ont fait l'objet d'une commande globale en 1997. La livraison par MBDA, issue de la fusion de Matra à deux entreprises britannique et italienne, a eu lieu entre 2001 et 2004. D'un coût unitaire de 1,66 million d'€, ce missile a été livré à 45 exemplaires en 2002, 51 en 2003 et 4 en 2004. 
Le coût total du programme est estimé en novembre 2002 à 674,4 millions d'euros (développement 404,9 millions d'euros, production 269,5 millions d'euros). Il a été retiré du service et mis sous cocon depuis 2008-2009 . En 2015, il est annoncé que la direction générale de l'Armement consacre 12 millions d'euros via l'Agence OTAN de soutien et d'acquisition pour son démantèlement entre 2014 et 2019. Il n'a jamais été utilisé au combat.
Dérivé du missile Apache, le missile SCALP-EG développé à partir de 1994, emporte à plus de 250 km une charge de 400 kilogrammes destinée à la destruction des infrastructures adverses.

## Caractéristiques

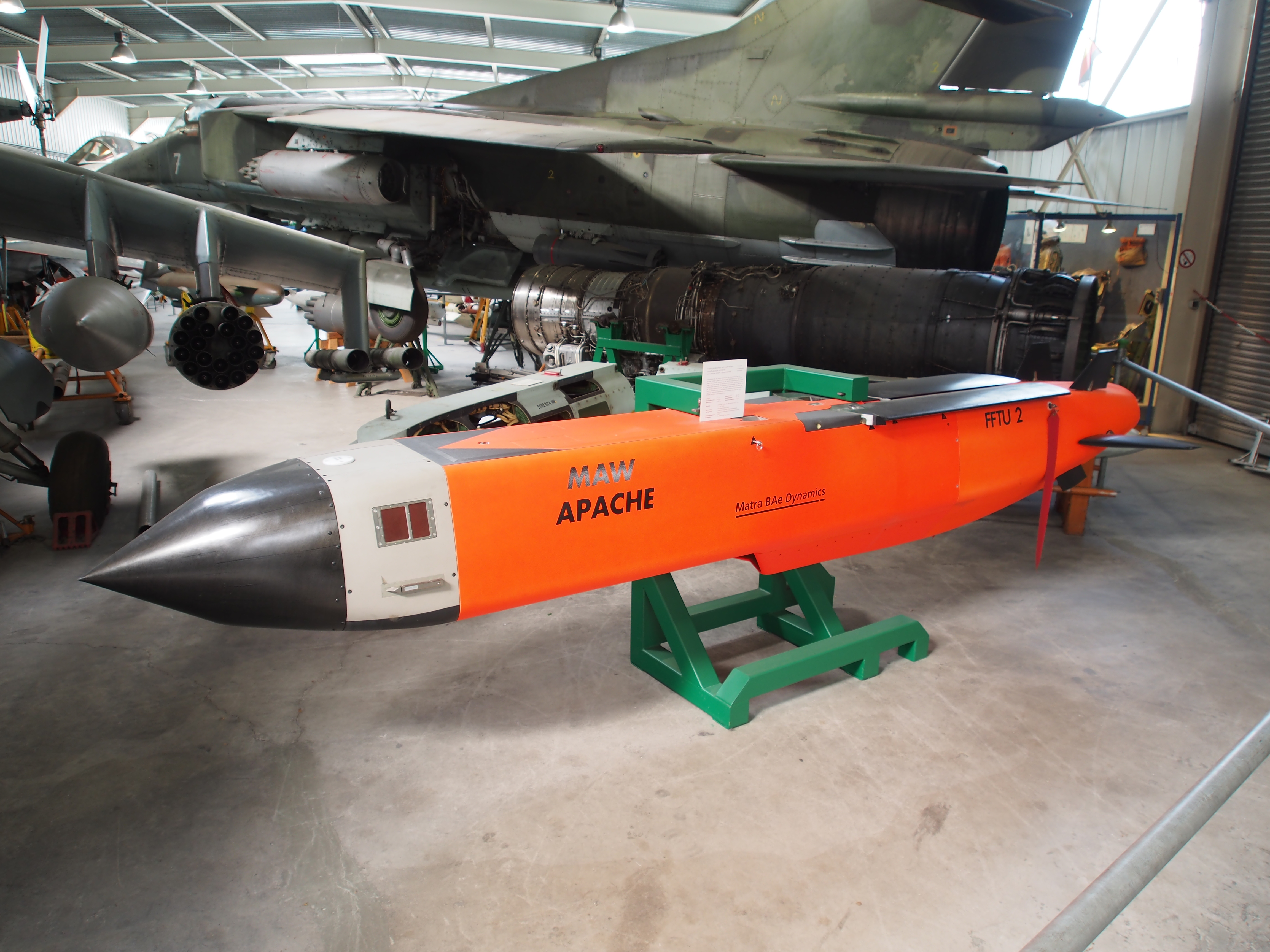
Autre vue du missile.

Cette arme, emportée unitairement par le Mirage 2000 ou par couple sous le Rafale, a pour mission principale la neutralisation des pistes des aérodromes ennemis, condition primordiale à la maîtrise du ciel. Le missile est guidé par un radar millimétrique qui déclenche le largage au-dessus de la piste cible des dix sous-munitions KRISS (pour Kill Runway Improved Sub System) d'une masse totale de 500 kg. La particularité de ce missile est sa furtivité lui permettant de pénétrer des réseaux de défense aérienne particulièrement denses. Les tronçons de piste restant intacts doivent être de taille réduite, une mission Apache nécessite une coordination de tir en nombre de ceux-ci, cinq missiles par piste sont annoncés. 
La munition KRISS est un armement de pénétration à explosion retardée (0 à 12 h), permettant d’immobiliser une plate-forme. Dans l’emploi, on peut la comparer à la BAP 100, mais contrairement à cette dernière, elle est entièrement pyrotechnique sans intervention électrique.
Sa capacité de pénétration est de :
- 40 cm de béton ;
- 50 cm de sable ;
- 30 cm de sous-couche compacte.

La vitesse de perforation est de 410 m/s. Ses caractéristiques sont les suivantes : L = 1 100 mm ; D = 170 mm ; poids 51 kg.